# Iden (Altmark)

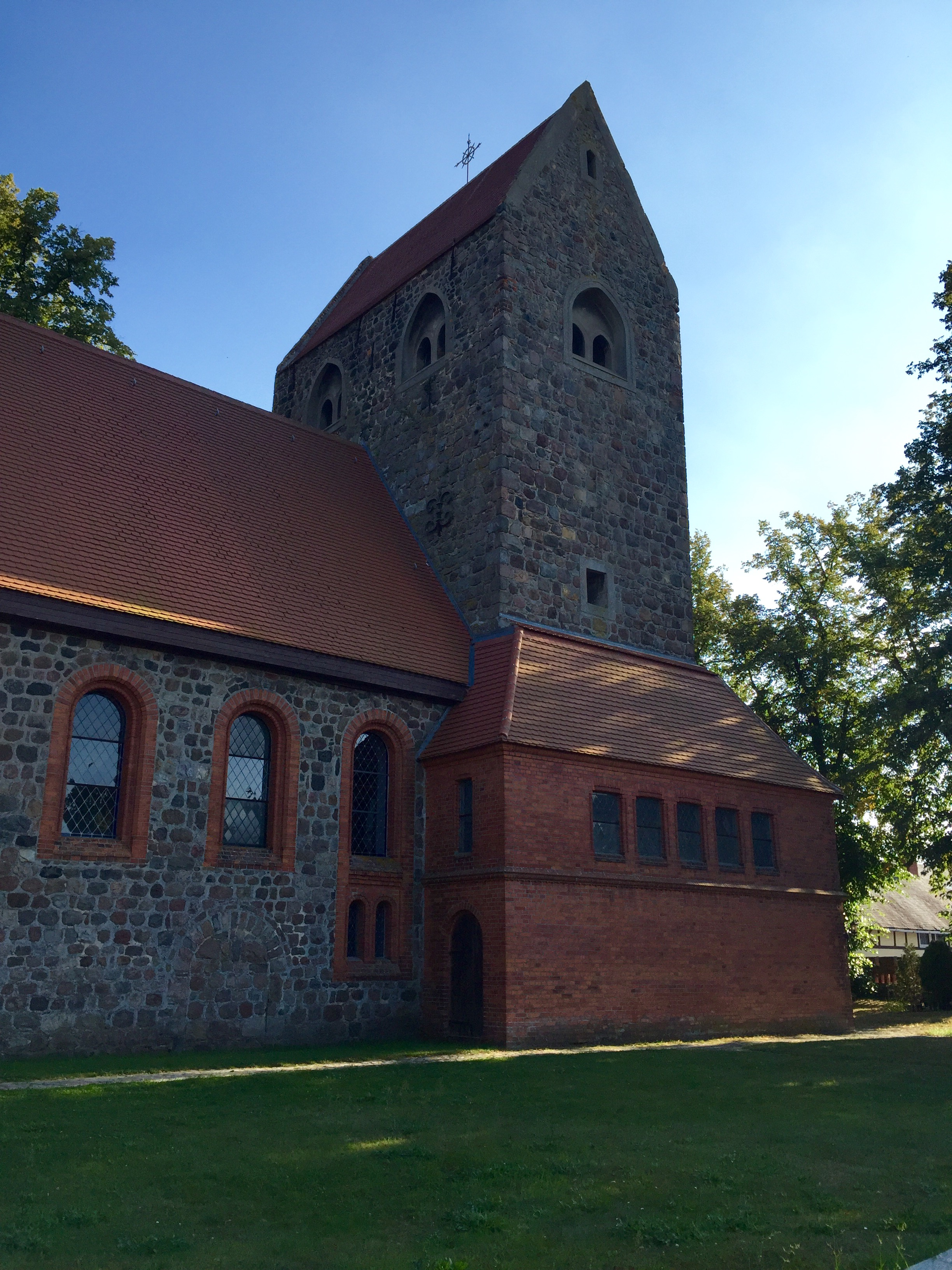
Kirche in Iden

Iden ist eine Gemeinde im Landkreis Stendal in Sachsen-Anhalt (Deutschland). Sie gehört der Verbandsgemeinde Arneburg-Goldbeck an und ist einwohnerärmste Gemeinde des Bundeslandes.

## Geographie

### Lage
Die Gemeinde Iden liegt im Norden des Landes Sachsen-Anhalt am Rand der Altmark. Sie liegt in der Wische, einem ehemaligen Überflutungsgebiet der Elbe, etwa acht Kilometer westlich des Flusses. Im Nordosten des Dorfes Iden liegt der Fasanengarten Iden, ein Waldkomplex aus Beständen standortheimischer Laubwälder, ein Fauna-Flora-Habitat-Gebiet.
Nachbargemeinden und -städte sind: die Hansestadt Werben (Elbe) im Norden, die Stadt Sandau im Osten, die Gemeinde Hohenberg-Krusemark im Süden und die Hansestadt Osterburg im Westen.

### Gemeindegliederung
Die Gemeinde besteht aus 7 Ortsteilen:
- Iden mit Wohnplatz Försterhof (1½ Kilometer südöstlich)
- Busch
- Büttnershof
- Germerslage
- Kannenberg
- Rohrbeck
- Sandauerholz

## Geschichte

### Mittelalter bis Neuzeit
Im Jahre 1308 wurde ein Henningus de Yden in Sandau als Zeuge in einer Urkunde genannt. Iden wurde erstmals im Jahr 1334 als villam dictam ydem schriftlich erwähnt, als Markgraf Ludwig Besitzungen in Iden verlieh. Weitere Nennungen sind 1377 in villa que dicitur Yden und 1687 Iden.
Iden, Busch, Rohrbeck, Kannenberg und Büttnershof waren ursprünglich Bauerndörfer mit einem Rittergut und einer geringen Anzahl an Handwerkern. Ende des 19. Jahrhunderts trat eine spürbare wirtschaftliche Entwicklung durch Dampfflug, Eisenbahn, Zuckerrübenanbau und Tierzucht ein.
Am 1. April 1886 wurde Iden an das deutsche Eisenbahnnetz angeschlossen. Die im Besitz des Rittergutsbesitzers Philipp Freise befindliche Kleinbahn Goldbeck–Werben (Elbe) mit den Bahnhöfen Iden und Rohrbeck verband Goldbeck an der Hauptstrecke zwischen Wittenberge und Magdeburg mit Werben am wichtigen Transportweg Elbe. Zunächst als Pferdebahn errichtet, wurde sie 1898 in eine normalspurige Eisenbahn mit Dampflokbetrieb umgewandelt.

### Gut Iden
Das Gut Iden entwickelte sich im 20. Jahrhundert zu einem anerkannten Musterbetrieb. Nach Ende des Zweiten Weltkriegs kam es im Zuge der Bodenreform zu weitreichenden Enteignungen. Die ehemaligen Rittergüter in Iden, Rohrbeck, Büttnershof, Kannenberg und Busch und ein Freigut in Germerslage wurden eingezogen und das Land unter landloser und -armer Bevölkerung aufgeteilt.
Ab 1945 wurde in Iden agrarwissenschaftliche Forschung betrieben. Das Gut wurde als Forschungsstätte der Universität Halle übergeben. Vor Ort wurde Lehre und Ausbildung betrieben, Wissenschaftler zogen in die Gemeinde, um hier zu arbeiten.
Im Jahr 1962 wurde das Versuchsgut Iden dann zum Institut für Tierzucht und Tierhaltung der Deutschen Akademie der Landwirtschaftswissenschaften zu Berlin. 1971 wurde die über Iden führende Kleinbahn Goldbeck–Werben (Elbe) stillgelegt. 1972 wurde das Landwirtschaftliche Institut in Institut für Rinderproduktion mit dem Schwerpunkt Technologie umbenannt.
Im Gutspark Iden pflegt die Deutsche Buchsbaumgesellschaft das Buxarium Iden, mit über 260 Sorten die weltweit größte Sammlung von Buchsbäumen.

### Wasserburg
Eine überbaute Wasserburg befindet sich in der Nordwestecke des Dorfes zwischen dem Seegraben und der Gutsallee. Erkennbar sind undeutliche Reste von Gräben, die eine trapezförmige ehemalige Hofanlage umgeben, die 1598 „der Borchwall genant“, gelegen neben dem Hof des Peter von Rindtorf.

### Eingemeindungen
Am 30. September 1928 wurde der Gutsbezirk Iden mit der Landgemeinde Iden vereinigt. Am 20. Juli 1950 sind die bis dahin eigenständigen Gemeinden Busch und Rohrbeck aus dem Landkreis Osterburg in die Gemeinde Iden eingemeindet worden. Am 25. Juli 1952 wurde die Gemeinde Iden vom Landkreis Osterburg in den Kreis Osterburg umgegliedert. Am 1. Juli 1994 kam sie zum heutigen Landkreis Stendal.
Im Zuge der Gemeindegebietsreform wurde die bis dahin eigenständige Gemeinde Sandauerholz mit ihren Ortsteilen Büttnershof, Germerslage und Kannenberg am 1. Juli 2009 nach Iden eingemeindet.

### Einwohnerentwicklung

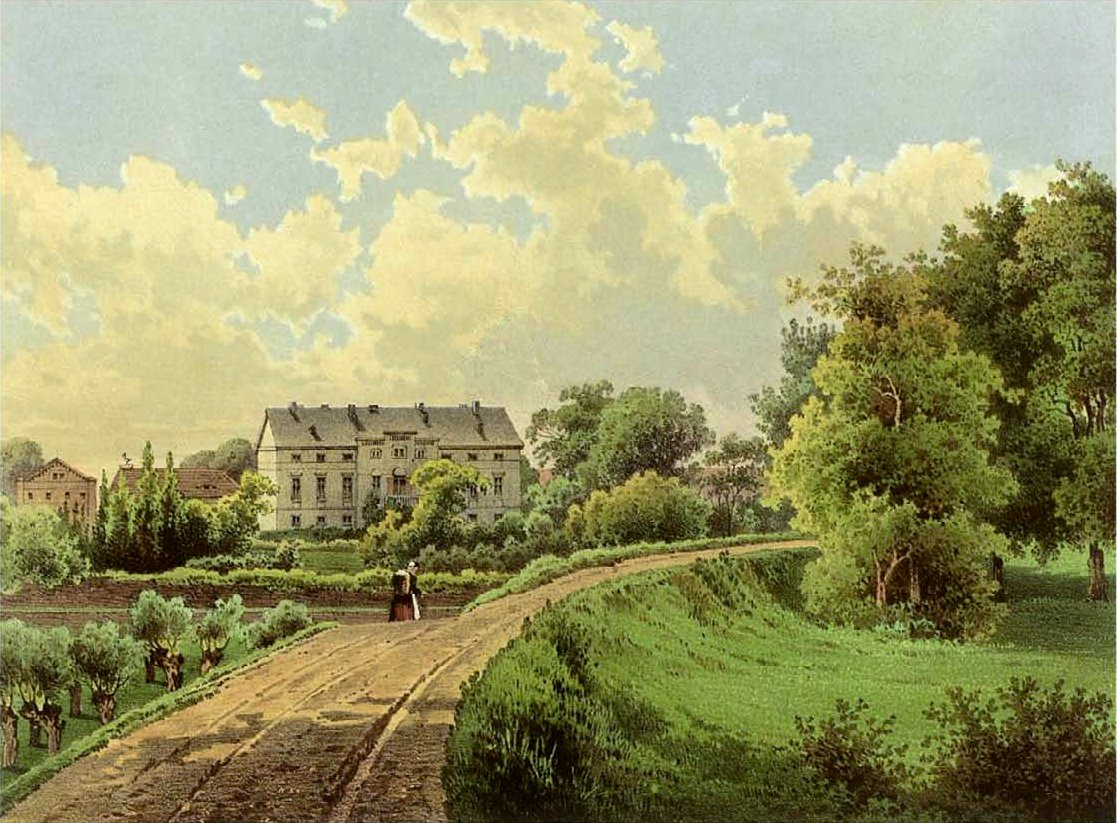
Rittergut Kannenberg um 1860, Sammlung Alexander Duncker

#### Dorf / Landgemeinde / Gemeinde
| Jahr | Einwohner |
| ---- | --------- |
| 1734 | 232       |
| 1772 | 228       |
| 1790 | 341       |
| 1798 | 230       |
| 1801 | 329       |
| 1818 | 370       |
| 1840 | 453       |
| 1798 | 230       |
| 1864 | 362       |
| 1871 | 388       |
| 1885 | 414       |

| Jahr | Einwohner |
| ---- | --------- |
| 1892 | [00]0658  |
| 1895 | 0456      |
| 1900 | [00]0699  |
| 1905 | 0430      |
| 1910 | [00]0701  |
| 1925 | 0690      |
| 1939 | 0578      |
| 1946 | 0783      |
| 1964 | 1146      |
| 1971 | 1158      |
| 1981 | 1170      |

| Jahr | Einwohner |
| ---- | --------- |
| 1990 | 1344      |
| 1993 | [0]1341   |
| 1995 | 1239      |
| 1997 | 1241      |
| 2000 | 1095      |
| 2002 | 1048      |
| 2004 | 0979      |
| 2006 | 0921      |
| 2008 | 0859      |
| 2010 | 0973      |
| 2014 | 0886      |

| Jahr | Einwohner |
| ---- | --------- |
| 2016 | 846       |
| 2018 | 812       |
| 2020 | 783       |
| 2021 | 761       |
| 2022 | 754       |
| 2023 | 758       |

Quelle, wenn nicht angegeben, bis 1981 und ab 1990

#### Ortsteil
| Jahr      | 2014 | 2015 | 2017 | 2018 | 2020 | 2021 | 2022 | 2023 |
| Einwohner | 556  | 560  | 503  | 505  | 479  | 487  | 473  | 483  |

#### Gut / Gutsbezirk
| Jahr      | 1798 | 1864 | 1871 | 1885 | 1895 | 1905 |
| Einwohner | 149  | 113  | 152  | 246  | 212  | 280  |

## Religion
Die Volkszählung in Deutschland 2022 zeigte, dass von den 743 Einwohnern der Gemeinde Iden 17,1 % der evangelischen und 1,5 % der katholischen Kirche angehörten.
Für die evangelischen Christen bestehen die Kirchengemeinden Iden und Rohrbeck, die zum Pfarrbereich Königsmark im Kirchenkreis Stendal im Bischofssprengel Magdeburg der Evangelischen Kirche in Mitteldeutschland gehören. Für den Ortsteil Kannenberg ist allerdings die St.-Nicolai-Gemeinde in Berge, Kirchspiel Werben (Elbe), zuständig, die ebenfalls dem Kirchenkreis Stendal zugeordnet ist. Die evangelische Kirchengemeinde Iden gehörte früher zur Pfarrei Iden. Die ältesten überlieferten Kirchenbücher Iden stammen aus dem Jahre 1673.
Die Katholiken gehören der Pfarrei St. Anna im Bistum Magdeburg an. Nachdem die Kirchen in Giesenslage und St. Bernhard in Goldbeck profaniert wurden, ist St. Joseph in Osterburg von Iden aus die nächste Filialkirche.

## Politik

### Bürgermeister
Ehrenamtlicher Bürgermeister der Gemeinde Iden ist seit 2005 Norbert Kuhlmann. Rainer Pempel war Idener Bürgermeister von 2000 bis 2004.

### Gemeinderat
Die Gemeinderatswahl am 9. Juni 2024 ergab das folgende Ergebnis (in Klammern die Ergebnisse von 2019):
- 4 Sitze Wählergruppe „Initiative für Bürgernähe“ (7 Sitze)
- 4 Sitze Wählergruppe „Aktiv Miteinander - Füreinander“
- 1 Sitz Wählergruppe „Bürgergemeinschaft Sandauerholz“ (2 Sitze)
- 1 Sitz CDU

Drei der 10 Gemeinderäte sind Frauen, zwei entsendet „Aktiv Miteinander - Füreinander“ und eine die „Bürgergemeinschaft Sandauerholz“.
Von 652 Wahlberechtigten hatten 422 ihre Stimme abgegeben, die Wahlbeteiligung betrug damit 64,72 Prozent.

### Wappen
Blasonierung: „Von Silber und Grün geviert; Feld 1 ein schwarzer Kuhkopf, Feld 2 ein aufgeschlagenes silbernes Buch, Feld 3 drei silberne Ähren, Feld 4 ein schwarzes Zahnrad.“
Schon im Jahr 1984, als Iden seine 650-Jahr-Feier beging, wurde ein Ortswappen entwickelt. Da in der DDR weder Rechtsgrundsätze zu kommunalen Wappen angewendet noch von staatlicher Seite auf heraldisch Regeln eines Wappens Rücksicht genommen wurde, konnte das so entwickelte „Wappen“ auch über Jahre in Gewohnheitsrecht geführt werden.
Ursprünglich war das Wappen von Iden ein Dreipass mit Rinderkopf, Ähren und aufgeschlagenem Buch, auf dem allerhand Grafik (Gaußsche Glockenkurve u. a. m.) zu sehen war. Nach der Wiedervereinigung Deutschlands 1990, als es zu Ortswappen wieder rechtliche Verbindlichkeiten gab, reichte die Gemeinde dann einen gevierten Schild ein. Er beinhaltete die Symbole Kuhkopf (Rinderzucht), Buch (Wissenschaft und Lehre), Ähren (Pflanzenproduktion) und Zahnrad (Technologie). Da mehrere Mängel seitens der Gutachter des Landeshauptarchivs beanstandet wurden, erhielt der Kommunalheraldiker Jörg Mantzsch aus Magdeburg im März 2002 vom Gemeinderat den Auftrag, ein heraldisch korrektes und rechtsgültiges Wappen verbunden mit Flagge und Siegel zu erarbeiten. Dieses Wappen wurde auf der Gemeinderatssitzung am 12. März 2002 nach vorausgegangener Diskussion einstimmig beschlossen.

### Flagge
Die Flagge ist Grün – Weiß (1:1) zweigestreift mit dem mittig aufgelegten Gemeindewappen.

## Infrastruktur

### Verkehr
Durch die Gemeinde Iden führen zwei Landesstraßen. Die Landesstraße 9 als West-Ost-Achse führt von der L 1 in Kerkuhn über die Bundesstraße 189, Osterburg und die L 14 nach Iden. Nach Osten wird sie über die Fähre Sandau über die Elbe zur Bundesstraße 107 in Sandau geführt. Die Nord-Süd-Achse ist die Landesstraße 16, die von der L 2 in Werben über Iden zur L 15/L 32 in Stendal führt und die Landesstraßen 14, 35 und die Bundesstraße 189 kreuzt. Dritte Hauptstraße ist die Kreisstraße 1062ins südwestlich gelegene Goldbeck. Die nächstgelegenen Bahnhöfe befinden sich in Osterburg und Goldbeck an der Bahnstrecke Magdeburg–Stendal–Wittenberge. Bis 1971 hatte Iden über die Kleinbahn Goldbeck–Werben (Elbe) einen eigenen Anschluss an das deutsche Eisenbahnnetz.

### Bildung
In Iden befindet sich das Zentrum für Technik und Tierhaltung, eine Weiterbildungsstätte für Landwirte der Landesanstalt für Landwirtschaft und Gartenbau Sachsen-Anhalt. Der landwirtschaftliche Betrieb dient als Basis für Ausbildung und Versuchswesen und umfasst Milchkühe, Mutterkühe, Sauen, Mastschweine, Mutterschafe sowie Damwild und Sikawild.
Ferner gibt es in Iden eine Grundschule, in der die Schüler die ersten vier Schuljahre unterrichtet werden und eine Kindertagesstätte.

## Kultur und Sehenswürdigkeiten
- Die evangelische Dorfkirche Iden ist ein romanischer Feldsteinbau aus dem frühen 12. Jahrhundert.[29]
- Der Gutspark Iden ist seit 1969 ein geschützter Park.[2]
- Der Ortsfriedhof befindet sich auf dem Kirchhof.
- In Iden steht ein Denkmal in Form eines hohen Granitkreuzes für die Gefallenen des Ersten und Zweiten Weltkrieges.[30]
- Im Ortsteil Büttnershof steht das aus der Zeit um 1750 stammende und zum Gaststättenbetrieb ausgebaute Gutshaus Büttnershof, ein Fachwerkbauwerk.

### Vereine
Im Vereinsregister des Amtsgerichts Stendal sind verzeichnet:
- AGRO-IDEen e. V.
- Freunde der Feuerwehr Iden e. V.
- Sportverein Altmark Iden e. V.

## Sagen aus Iden – „Der wilde Kannenberger“
Im Altmärkischer Sagenschatz sind Sagen über den „wilden Kannenberger“ überliefert. Sie nehmen Bezug auf eine Familie Kannenberg, die im 17. Jahrhundert in Besitz des Gutes war. Die Sagen schildern den wilden Kannenberger als einen gebieterischen, rechthaberischen, oft grausamen Helden, der tun und lassen konnte, was er wollte, ohne von den Gerichten behelligt zu werden, da er mit beim Teufel im Bunde stand.

## Persönlichkeiten
- Franz Zielasko (1896 bis 1943) war ein Widerstandskämpfer gegen das NS-Regime und Spanienkämpfer. Er wurde am 19. Juli 1896 in Iden geboren und am 18. August 1943 durch die Gestapo im Polizeigefängnis Gladbeck ermordet. An seinem Geburtshaus befindet sich eine Gedenktafel. Die örtliche Schule war in der DDR nach ihm benannt worden.